# Horis Skopo
"Horis Skopo" (Alfabeto grego: Χωρίς σκοπό, tradução portuguesa: "Sem propósito" foi a canção que representou a  Grécia no  Festival Eurovisão da Canção 1990, interpretada em grego por Christos Callow e Wave. Foi a segunda canção a ser interpretada na noite do festival, a seguir à canção espanhola "Bandido e antes da canção belga "Macédomienne", interpretada por Philippe Lafontaine. A canção grega recebeu um total de 11 pontos, classificando-se em 19.º lugar. 

## Autores
- Letra e música: Yiorgos Palaiokastritis
- Direção de orquestra: Michalis Rozakis

## Letra
A canção é uma balada, com Callow cantando sobre o seu desejo de estar com a sua amada. Ele canta que ela diz-lhe que o ama e então "Vais-te embora sem uma proposta" o que lhe provoca uma dor no coração. 